# Paul Konchesky
Paul Konchesky, född 15 maj 1981, är en engelsk tidigare fotbollsspelare (försvarare). Han spelade två landskamper för det engelska landslaget mellan 2003 och 2005.

## Klubblagskarriär
Konchesky debuterade i Charlton 1997 och blev då klubbens yngsta spelare någonsin 16 år och 93 dagar gammal. Under tre säsonger fick han sedan sparsamt med speltid innan han spelade 27 ligamatcher säsongen 2000-2001. I juni 2003 begärde han att få byta klubb på grund av att han ville spela fler matcher, vilket resulterade att han lånades ut till Tottenham till januari 2004.
Efter att ha spelat 149 ligamatcher för Charlton mellan 1997 och 2005 köptes han sommaren 2005 av West Ham för 1,5 miljoner pund. Med West Ham kom han att spela sin första cupfinal då klubben förlorade 2006 års FA cup-final mot Liverpool. Efter två säsonger i klubben köptes han sedan av Fulham sommaren 2007 för 3,25 miljoner pund. Med Fulham kom Konchesky att spela sin första europeiska cupfinal när Fulham förlorade Europa League-finalen mot Atletico Madrid 2010.
Den 31 augusti 2010 bekräftade Liverpool FC på sin hemsida att man nått en överenskommelse med Fulham om en övergång för Konchesky som skrev på ett fyraårskontrakt med klubben. I affären släppte Liverpool ifrån sig ungdomarna Lauri Dalla Valle och Alex Kacaniklic till Fulham.
Den 31 januari 2011 lånades Konchesky ut till Nottingham Forest. Han återvände till Liverpool efter säsongen men såldes till Championship-klubben Leicester City den 13 juli 2011 efter bara 18 matcher i Liverpool.

## Landslagskarriär
Mellan 2002 och 2003 spelade Konchesky 15 matcher och var lagkapten för det engelska U21-landslaget. Han deltog bland annat i U21-EM 2002. Han debuterade i seniorlandslaget i februari 2003 då han kom in i halvtid i en träningsmatch mot Australien.